# Ontholestes haroldi
Ontholestes haroldi is een kever in de familie Staphylinoidea.

## Kenmerken
Volwassen exemplaren bereiken een lichaamslengte van 10 tot 15 millimeter. Het pronotum van de kever heeft hoeken die in een scherpe hoek naar voren wijzen. Kop, halsschild en voorvleugeldekveren wit.

## Leefwijze
Een typisch leefgebied voor kevers is de strooisellaag van warme, droge en open bossen en struiken. Ze zijn van de lente tot de herfst te vinden op planten- en dierenresten en karkassen.

## Verspreiding
De soort is wijdverspreid maar zeldzaam in Zuid-Europa (Italië), Zuid- en Zuidoost-Centraal-Europa, de Balkan (voormalig Joegoslavië en Bulgarije) en Oost-Europa (Hongarije, Oekraïne). In Duitsland is hun voorkomen beperkt tot het zuiden.